# Alszeghy Kálmán
Rőtfalvai Alszeghy Kálmán (Pest, 1852. november 7. – Budapest, 1927. szeptember 8.) magyar színész, énekes és operarendező.

„Temperamentuma és kitűnő zenei érzéke alkalmassá tette drámai és zenés előadások kisebb szerepeinek megformálására is. Az európai zenei szecesszió hazai elismertetője. ”

– Magyar színházművészeti lexikon. Főszerk. Székely György. Budapest: Akadémiai. 1994.  ISBN 963-05-6635-4 

## Élete
Színészettel 1871-ben kezdett foglalkozni, a következő évtől kezdve 1880-ig a Nemzeti Színház karénekese volt. 1881-től ügyelőként működött, majd operaházi segédrendező, 1888-tól rendező volt. 1892-től kezdve az Operaház főrendezője, egészen 1918-ig. Munkájának elismeréseként 1896-ban megkapta a koronás arany érdemkeresztet, 1909-ben pedig az Operaház örökös tagja lett.
Ő írta Máder Rezső Mályvacska c. balettjének a szövegkönyvét.
Sírja a Fiumei úti sírkertben található (39-1-118), 2010-ben újította fel a Nemzeti Emlékhely és Kegyeleti Bizottság.

## Főbb rendezései
- Strauss: Elektra
- Strauss: A rózsalovag
- Strauss: Salome